# Sparaxis variegata
Sparaxis variegata är en irisväxtart som först beskrevs av Robert Sweet, och fick sitt nu gällande namn av Peter Goldblatt. Sparaxis variegata ingår i släktet Sparaxis och familjen irisväxter. Inga underarter finns listade i Catalogue of Life.